# Föreningen Medveten Konsumtion
Föreningen Medveten Konsumtion i Sverige är en ideell organisation med syfte att främja hållbar och cirkulär konsumtion. Föreningen startades 2008 av ett gäng ungdomar som ville göra det lättare för konsumenter att hitta hållbara alternativ. Föreningen är medlemsorganisation i paraplyorganisationen för konsumentföreningar, Sveriges Konsumenter. Medveten Konsumtion arbetar i enlighet med Sveriges miljömål och de Globala Målen. De håller i utbildningar och föreläsningar, och arbetar tillsammans med företag, organisationer och kommuner.  

## Kunskap om konsumtion
Beskrivningen för delmål 12.8 av det globala målet 12, lyder ”att människor överallt har den information och medvetenhet som behövs för en hållbar utveckling och livsstilar i harmoni med naturen”. Det är i enlighet med detta föreningen arbetar och de vill sprida kunskap om konsumtionens konsekvenser, framförallt i koppling till miljö, hälsa och global rättvisa. Medveten Konsumtion ämnar till att flera ska konsumera mer hållbart och cirkulärt. Detta gör föreningen genom kampanjer, initiativ och påverkansarbete.  

## Initiativ och tjänster
Medveten Konsumtion myntade begreppet "cirkulent", som innebär en cirkulär konsument. Ordet kom med på nyordslistan år 2020. Medveten Konsumtion står bakom den digitala konsumentguiden Ekoguiden, samt arrangerar den globala ideella rörelsen Circular Monday. Circular Monday är dagen för cirkulär ekonomi, den globala rörelsen som är ett alternativ till Black Friday. Därutöver startade föreningen Återvinningsfesten som tidigare anordnades årligen på Södermalm i Stockholm. Det var Södermalms största utomhusloppis med tusentals besökare. 